# 1924年パリオリンピックのカナダ選手団
1924年パリオリンピックのカナダ選手団（1924ねんパリオリンピックのカナダせんしゅだん）は、1924年5月4日から7月27日にかけてフランスの首都パリで開催された1924年パリオリンピックのカナダ選手団、およびその競技結果。

## 概要
今大会は銀メダル3個、銅メダル1個の合計4個のメダルを獲得した。

## メダル
| メダル | 選手名           | 競技       | 種目             |
| ------ | ---------------- | ---------- | ---------------- |
| 銅     | ダグラス・ルイス | ボクシング | 男子ウェルター級 |